# Dolná Poruba
Dolná Poruba (allemand : Unterporub, hongrois : Bérces) est un village de Slovaquie situé dans la région de Trenčín.

## Histoire
La première mention écrite du village date de 1355.

## Démographie

### Évolution de la population
| Année:               | 1994. | 2004.   | 2014.   | 2024.   |
| -------------------- | ----- | ------- | ------- | ------- |
| Nombre de personnes: | 904   | 845     | 788     | 794     |
| Différence:          |       | -6,52 % | -6,74 % | +0,76 % |

| Année:               | 2023. | 2024.   |
| -------------------- | ----- | ------- |
| Nombre de personnes: | 789   | 794     |
| Différence:          |       | +0,63 % |